# Richard Franklin (Regisseur)
Richard Franklin (* 15. Juli 1948 in Melbourne, Victoria; † 11. Juli 2007 ebenda) war ein australischer Filmregisseur, Drehbuchautor und Produzent. 

## Leben und Wirken
Richard Franklin wurde in Melbourne geboren und wuchs in Brighton, einem Vorort von Melbourne auf. Er begann ein Studium an der Monash University in Melbourne und arbeitete als Kameraassistent bei einer Produktionsfirma für Fernsehfilme. Während der 1960er Jahre war Franklin Mitglied der Band The Pink Finks. 1967 ging er die USA, um dort an der University of Southern California zu studieren. Hier lernte er Alfred Hitchcock kennen, der auf Franklins Betreiben hin auch an der Universität einen Kurs unterrichtete. Später drehte er die erste Fortsetzung zu Hitchcocks Klassiker Psycho. Ab den frühen 1970er Jahren war Richard Franklin dann als Regisseur und Produzent tätig.
Für sein Drehbuch zu dem Film Hotel Sorrento wurde Franklin mit einem AFI Award ausgezeichnet.

## Filmografie (Auswahl)
- 1978: Patrick
- 1981: Truck Driver (Roadgames)
- 1983: Psycho II
- 1986: Link – Der Butler (Link)
- 1991: F/X 2 – Die tödliche Illusion (F/X2)
- 1994: Cyborg Agent (Running Delilah)
- 1995: Hotel Sorrento
- 1995: Netz aus Lügen (Brilliant Lies)
- 1999/2000: Die verlorene Welt (Fernsehserie, 6 Episoden)